# 安蒂波洛
安蒂波洛，菲律賓華人译作安智布洛（闽南语白話字：An-tì-pò͘-lo̍k），是菲律宾卡拉巴松黎刹省的一个城市，位于首都马尼拉东部约25公里处。於2007年人口共633,971人，为菲律宾人口第七多的城市。下辖16个镇，是天主教安蒂波洛教区的所在地。主要语言是他加禄语。

## 友好城市
- 菲律宾马利金纳市
- 菲律宾圣马特奥
- 韩国天安市

1. ↑  . 菲律宾商报. 2024-02-28  [2025-04-21]. （原始内容存档于2024-11-09） （中文）.
2. ↑  . 菲律宾联合日报. 2024-02-04  [2025-04-21] （中文）.